# Óliver Laxe
Óliver Laxe Coro (Parigi, 11 aprile 1982) è un regista, sceneggiatore e attore spagnolo, con nazionalità francese, vincitore nel 2010 del Premio FIPRESCI al Festival di Cannes per il suo film Todos vosotros sois capitanes. Nel 2016 ha vinto il Gran Premio della Settimana della Critica, sempre a Cannes,  per Mimosas.

## Biografia
Nato a Parigi nel 1982 da emigranti galiziani.  Nel 1988 ritorna con la famiglia in Galizia. Dopo aver completato gli studi secondari ad La Coruña, si è trasferito a Barcellona dove ha studiato regia all'Università Pompeu Fabra, trasferendosi poi a Londra dove ha girato il suo primo cortometraggio Y las chimeneas decidieron escapar.
Il suo lungometraggio d'esordio Todos vós sodes capitáns è stato presentato in anteprima al Festival di Cannes 2010. Il suo film seguente, Mimosas, è stato girato sulla catena montuosa dell'Atlante. È stato proiettato al Festival di Cannes 2016 nell'ambito della sezione della Settimana della Critica, dove ha vinto il Gran Premio Nespresso.

## Filmografia

### Regista e sceneggiatore
- Todos vós sodes capitáns (2010)
- Mimosas (2016)
- O que arde (2019)
- Sirât (2025)

### Attore
- Todos vós sodes capitáns (2010)
- Moussem les morts (2010)
- The Sky Trembles and the Earth Is Afraid and the Two Eyes Are Not Brothers (2015)
- Love Me Not (2019)